# 奧里什基夫齊
49°30′7″N 24°20′9″E / 49.50194°N 24.33583°E
奧里什基夫齊（烏克蘭語：Орішківці），是烏克蘭西部的村莊，隸屬利維夫州的斯特雷區。該村面積0.86平方公里，海拔高度267米，2001年人口201，人口密度每平方公里233.18人。